# كلية بول كوين
كلية بول كوين [[إنج|Paul Quinn College]] (بالإنجليزية: Paul Quinn College)‏ هي كلية ميثودية خاصة بالسود في دالاس، تكساس. وهي تابعة للكنيسة الأسقفية الإفريقية الميثودية. كما أنها أقدم كلية سوداء تاريخياً غرب نهر المسيسيبي، وأول كلية عمل حضرية في البلاد. 
يعد بول كوين مقرًا لمزرعة وي أوفر مي فارم، والتي أنشئت من خلال شراكة مع بيبسيكو لتقديم طعام صحي إلى صحراء دالاس الغذائية. 
في وقت لاحق وتحت إشراف الأسقف ويليام بول كوين (1788م-1873م)، طورت مناطق أي إم إي في جميع أنحاء الجنوب، وكلفت بجمع الأموال لتحسين الكلية. خلال هذه الفترة اشترت الكلية أكثر من عشرين فدانًا من الأراضي الإضافية، ووسعت المناهج الدراسية لتشمل المواد الكلاسيكية اللاتينية والرياضيات والموسيقى واللاهوت واللغة الإنجليزية، بالإضافة إلى المهارات المهنية في النجارة والخياطة والمنزل والمطبخ وغرفة الطعام. في مايو 1881م استُئجرت الكلية من قبل ولاية تكساس وغُير اسمها إلى كلية بول كوين للاحتفال بمساهمات الأسقف ويليام بول كوين.

## الحرم الجامعي

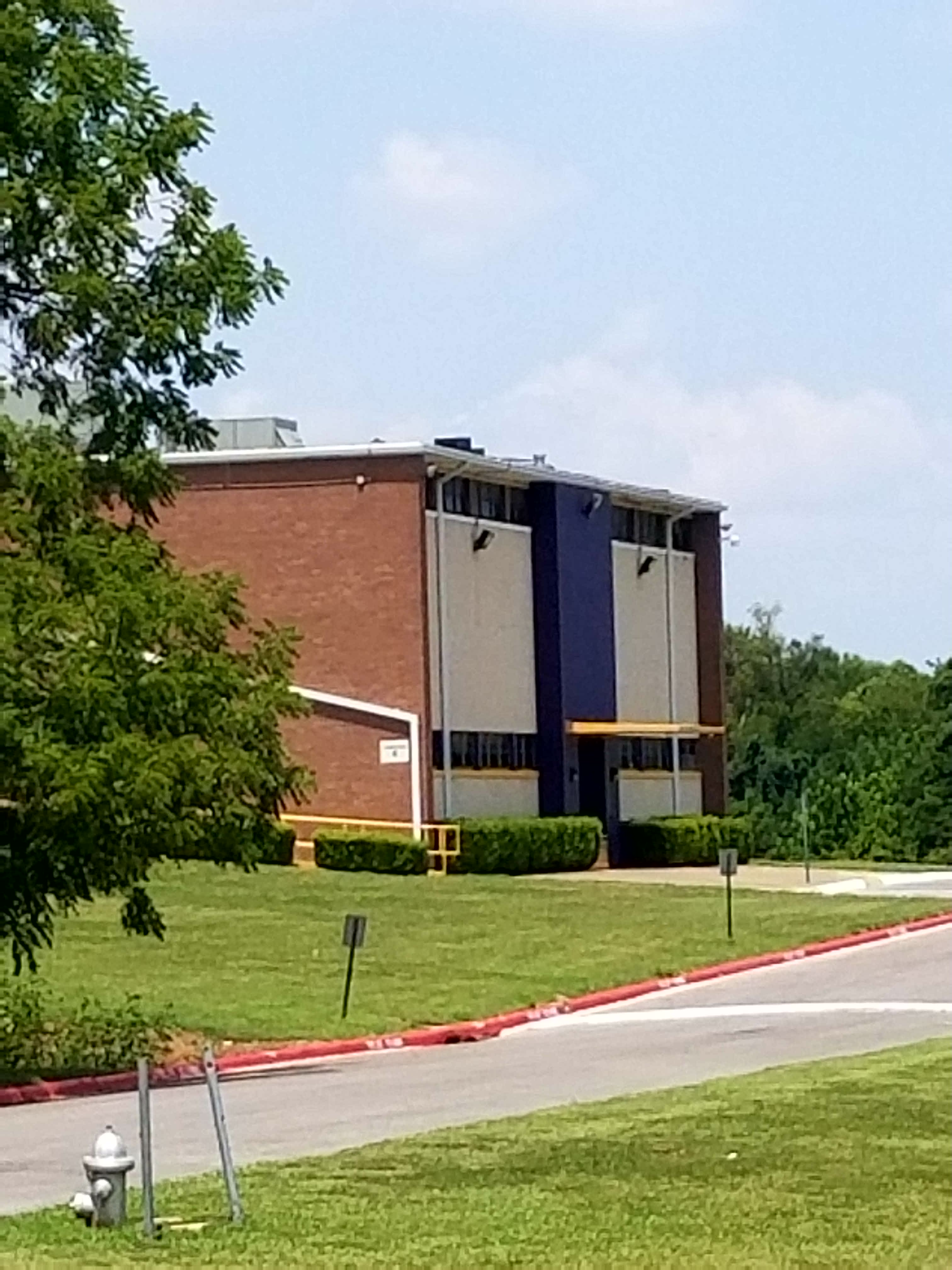
مبنى في الحرم الجامعي

يحتوي المبنى الإداري لجون هورست آدمز والذي كان يُعرف سابقًا باسم مبنى برايس-فرع الفصل، على الجناح الإداري للمكاتب والفصول الدراسية. في خريف عام 2011م بُني فصلان دراسيان للتكنولوجيا التفاعلية بالكامل في الطابق الثاني من المبنى. هذه الفصول الدراسية لديها القدرة على عقد المؤتمرات عبر الفيديو.
اكتمل بناء اتحاد الطلاب إيزابيل وكومر كوتريل في عام 1970م. يتضمن المقهى، وتايقرز دين، وصالة الطلاب، ومرفق لتدريب الطلاب. في خريف عام 2012م ستقوم المؤسسة بتحويل مرفق تدريب الطلاب إلى مركز كوينيتي للمحفوظات، وهو مرفق دراسي يعمل على مدار 24 ساعة ويساعد في جهود الكلية لتحسين معدلات الاحتفاظ. المساحة التي كانت في السابق مكتبة الحرم الجامعي ستصبح الآن مرفق صالة ألعاب رياضية على أحدث طراز، ويمكن للطلاب والموظفين وأعضاء هيئة التدريس استخدامه. صالة قراند هي مساحة الاجتماعات الرئيسية في الحرم الجامعي. وهي أيضًا مكان إقامة خدمات المصلى الأسبوعية.
اكتمل بناء كنيسة ريتشارد ألين - التي كانت تُعرف سابقًا باسم كار بي. كولينز- عام 1970م، وهي قيد التجديد حاليًا. يوجد في حديقة الكنيسة مصلى هو المكان المناسب لبدء التدريبات السنوية. وانتهي من بنائه في عام 1970م، وهو بمثابة مبنى التعليم الديني.
انتهي من الصالة الرياضية في عام 1961م. في ربيع عام 2011م جهزت الصالة الرياضية بنظام التكييف الجديد.
اكتملت مكتبة زيل عام 1963م. وتحتوي المكتبة على لوحة جدارية بحجم 9 × 23 قدمها الفنان لويس فريوند في عام 1968. تُصوِّر الجدارية تطور وصراعات الأمريكيين من أصل أفريقي في السعي للحصول على التعليم. في ربيع عام 2011م تبرعت إ إل بي وويليامز وهونتون بأكثر من 900 مجلد من المنشورات القانونية لبدء مكتبة كلية القانون بول كوين.
تحتوي المدرسة على قاعة سكن واحدة، قاعة لوسي هيوز، قاعة بيرل سي أندرسون سابقًا. افتتح مسكن الإناث في عام 1969م كمرفق لكلية الأسقف. يخدم حاليا الرجال والنساء. هدمت المباني الأخرى في مكان مكون من 15 مبنى بدأ في عام 2010م. 
الحرم الجامعي يقع على مسافة 91 ميل (146 كـم) من واكو، و190 ميل (310 كـم) من أوستن، و230 ميل (370 كـم) من هيوستن، و520 ميل (840 كـم) من نيو اورليانز. 

## خريجون متميزون
- ديك كامبل - منتج ومخرج مسرحي في نيويورك ساعد في إطلاق حياة أوسي ديفيس
- اندي كوبر - إبريق الزنجي القاذف دخل في قاعة مشاهير البيسبول في عام 2006م
- ميمز هاكيت - عضو الجمعية العامة في نيو جيرسي (2002م-2007م)
- كريستوفر سوندرز - مذيع رياضي لـتلفزيون زي إن سي في جزر البهاما [8]
- طوني روز - عضو مجلس النواب في تكساس
- كوري ويليامز - لاعب الدوري الكندي لكرة القدم [9]

## أعضاء هيئة التدريس البارزون
- ل. كليفورد ديفيس، محامي الحقوق المدنية، القاضي [10]
- مونرو ألفوس ماجورز، محاضر في الفترة من 1900م-1905م

## في الثقافة الشعبية
ظهرت كلية بول كوين في فيلم المناظرون العظماء وذلك عام 2007م، والذي قام ببطولة دينزل واشنطن.

## روابط خارجية
- الموقع الرسمي